# Taussac-la-Billière
Taussac-la-Billière là một commune thuộc tỉnh Hérault trong vùng Occitanie ở phía nam nước Pháp.